# Gotthold Pahlitzsch
Gotthold Pahlitzsch (* 10. April 1903 in Dresden; † 30. November 1992) war ein deutscher Verfahrensingenieur, Betriebswissenschaftler und Hochschullehrer.

## Ausbildung und Beruf
Nach Besuch des König-Georg-Gymnasiums in Dresden und bestandenem Abitur 1922 arbeitete Pahlitzsch kurze Zeit als Praktikant in den dortigen Eisenbahnwerkstätten und begann im Wintersemester sein Studium der Betriebswirtschaft an der Technischen Universität Dresden, das er über Arbeit bei der Reichsbahn und mit Hilfe einer Begabtenbeihilfe der Stadt Dresden finanzierte; dabei legte er die Führerprüfung für Güterzüge ab. Das Studium schloss er als Betriebsingenieur mit dem Titel Dipl.-Ing. ab. Bereits während seines Studiums wandte er sich Ewald Sachsenberg zu, der auch seine Diplomarbeit Umstellung einer bereits eingerichteten Tätigkeit für Kopfhörer betreute.
Pahlitzsch nahm eine Tätigkeit in einer Farbenfabrik in Elberfeld auf, ging aber 1928 wieder zurück an die Universität und wurde Assistent bei Sachsenberg. Am Institut leitete er das Versuchsfeld für Werkzeugmaschinen und das Prüffeld für Verpackungen. Seine Dissertation zur Erlangung des Doktor-Ingenieur-Grades von 1932 behandelte das Rotationskernbohren in Kalkstein.
Im Jahr 1934 wechselte Pahlitzsch erneut in die Industrie; er arbeitete in Dessau in höheren Positionen in der Flugmotorenproduktion bei Junckers und bei den Deutschen Werkstätten in Dresden-Hellerau. Er schloss sich der SA an.
Im Jahr 1937 war er wieder zurück im akademischen Betrieb; im Mai wurde er an der Technischen Universität Braunschweig kommissarischer Leiter und im August Professor und Inhaber des Lehrstuhls für Werkzeugmaschinen und Fabrikbetrieb sowie für Feinmechanische Fertigung. Zusätzlich zu seinen Lehrverpflichtungen war Pahlitzsch von 1945 bis 1948 Technischer Direktor bei Voigtländer in Braunschweig und Mitglied im Vorstand.
1971 wurde Gotthold Pahlitzsch emeritiert.

## Forschungsgebiete und Leistungen
Pahlitzschs Forschungen zu Feinbearbeitung von Werkstücken, namentlich zum Zerspanen und zum Schleifen waren von entscheidender Bedeutung für die Entwicklung der Produktionstechnik. Verschiedene Methoden der Metallbearbeitung wie Elektroerosion, Bearbeitung durch Elektronenstrahlen und Laserstrahlen wurden von ihm untersucht. Werkstoffe, die der Bearbeitung schwer zugänglich sind, wie Glas, Beton, Keramik bezog er in seine Untersuchungen mit ein. Dazu stand ihm ein damals in Deutschland einzigartiges Versuchsfeld für Schleiftechnik zur Verfügung. Das Reichsamt für Wirtschaftsausbau erteilte ihm einen Forschungsauftrag zum Konditionieren von Schleifscheiben und weitere als kriegswichtig eingestufte Aufträge. Zu einigen Projekten gab die Deutsche Forschungsgemeinschaft bereits vor dem Zweiten Weltkrieg Beihilfen. Das zweite wichtige Arbeitsgebiet von Pahlitzsch war die Holzbearbeitung. Im Jahr 1952 richtete er ein Prüffeld für Holzbearbeitung und Holztechnologie ein und war damit in der Bundesrepublik Deutschland Vorreiter auf diesem Gebiet. In der Holzverarbeitung war der Abbund vor dem Zweiten Weltkrieg nicht mechanisiert. Bereits früh (1950) beschrieb Pahlitzsch eine längs eines Schienenstranges angeordnete Reihe einer Kombination aus Kreissäge und Fräsmaschine für den Holzhausbau in Serie und ähnliche Zwecke.

## Werke
Drei Beispiele seiner Veröffentlichungen:
- Der Zerspanungsvorgang beim Rotationskernbohren von Kalkstein mittels Diamantbohrkronen. VDI-Verlag, Berlin 1933. (Dissertation)
- Werkstoffabtrag mittels Elektronenstrahlen. VDI-Verlag, Düsseldorf 1966 (mit Andreas Visser)
- Feindrehen von unlegierten Kohlenstoffstählen. VDI-Verlag, Düsseldorf 1965 (mit Reinhard Dorhöfer)

## Mitgliedschaften und Ehrungen
- Mitglied des Collège International pour l’Etude Scientifique Méchanique, CIRP, Paris; 1969 und 1970 Präsident, ab 1973 Ehrenmitglied
- Mitglied der Braunschweigischen Wissenschaftlichen Gesellschaft
- Mitglied im Kuratorium der Deutschen Gesellschaft für Holzforschung
- Mitglied der International Academy of Wood Science
- Mitglied der Food and Agriculture Organisation of the United Nations, FAO
- Mitglied der International Union of Forest Research Organisations, IUFRO
- Mitglied der Internationalen Akademie der Wissenschaften vom Holz, Wien[4]

- Ehrendoktor (Dr.-Ing. e. h.) der Technischen Universität Dresden 1961
- Bundesverdienstkreuz, 1974
- Georg-Schlesinger-Preis des Senats von Berlin, 1982[1]